# Pavel Petrovics Harin
Pavel Petrovics Harin (Leningrád, 1927. június 8. – 2023. március 6.) olimpiai és Európa-bajnok szovjet válogatott orosz kenus.

## Pályafutása
A második világháború alatt a Szovjet Haditengerészetnél szolgált. A háború után kezdett kenuzással foglalkozni. Két olimpián vett részt. Az 1952-es helsinki olimpián kenu egyes 10 000 méteren a 10. helyen végzett. Négy évvel később az 1956-os melbourne-i játékokon sikeresebben szerepelt. Kenu kettes 10 000 méteren olimpiai bajnok, 1 000 méteren ezüstérmes lett társával Gracian Botyevvel. Az 1957-es Európa-bajnokságon a megbetegedett Botyev helyett Alekszandr Szilajevvel versenyzett. Kenu kettes 1 000 méteren arany-, 10 000 méteren ezüstérmet szereztek. 1956 és 1960 között négy szovjet bajnoki címet nyert különböző távokon.

## Sikerei, díjai
- Olimpiai játékok
  - aranyérmes: 1956, Róma (C-2 10 000 m)
  - ezüstérmes: 1956, Róma (C-2 1 000 m)
- Európa-bajnokság
  - aranyérmes: 1957 (C2 1 000 m)
  - ezüstérmes: 1957 (C2 10 000 m)